# ألكسندر علييف
ألكسندر ألكسندروفيتش علييف (بالأوكرانية: Олександр Олександрович Алієв) (مواليد 3 فبراير 1985 في خاباروفسك، الاتحاد السوفيتي) لاعب كرة قدم أوكراني يجيد اللعب في مركز الوسط المهاجم ويلعب حاليا في دينامو كييف الأوكراني منذ 2011.

## روابط خارجية
- ألكسندر علييف على موقع الاتحاد الدولي (مؤرشف)  (الإنجليزية)
- ألكسندر علييف على موقع الاتحاد الأوربي (الإنجليزية)
- ألكسندر علييف على موقع اتحاد أوكرانيا (الإنجليزية)
- ألكسندر علييف على موقع قاعدة بيانات كرة القدم.إي يو (الإنجليزية)
- ألكسندر علييف على موقع ناشيونال فوتبول تيمز (الإنجليزية)
- ألكسندر علييف على موقع Soccerway.com (الإنجليزية)
- ألكسندر علييف على موقع عالم كرة القدم.نت (الإنجليزية)
- ألكسندر علييف على موقع AS.com (الإسبانية)